# San Francisco de Cuapa
San Francisco de Cuapa là một khu tự quản thuộc tỉnh Chontales, Nicaragua. Khu tự quản San Francisco de Cuapa có diện tích 277 ki lô mét vuông. Đến thời điểm năm 2005, huyện San Francisco de Cuapa có dân số 5507 người.